# Antoni Wasilewski
Antoni Wasilewski (ur. 17 lutego 1905 w Stryju, zm. 1975) – polski karykaturzysta, rysownik, malarz, ilustrator, felietonista, radiowiec. 

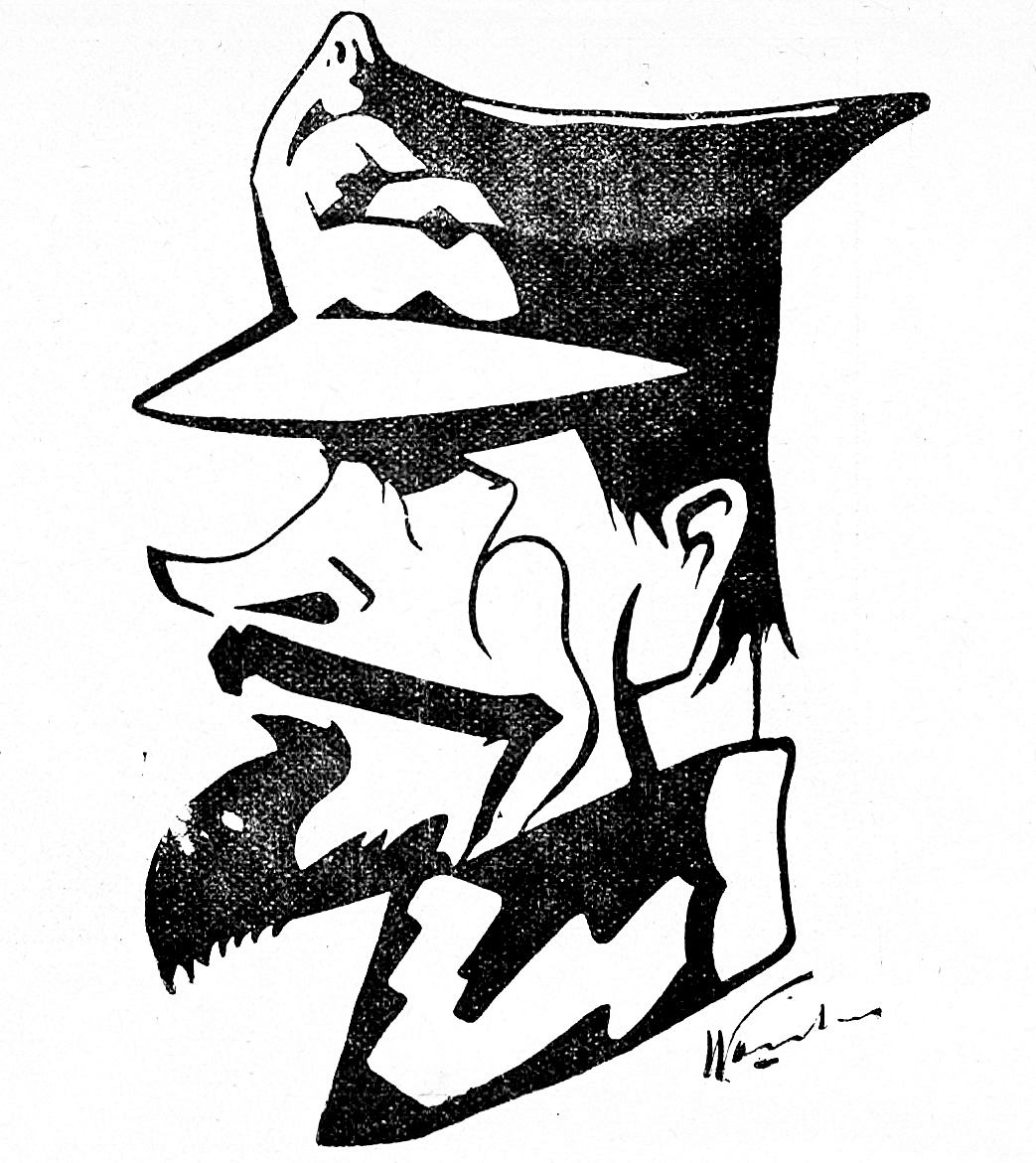
Karykatura gen. Józefa Hallera z 1924

## Życiorys
Maturę zdał w 1924 roku w Krakowie. Studiował w Wyższej Szkole Przemysłowej w Krakowie. Był również wolnym słuchaczem krakowskiej ASP, gdzie był uczniem Józefa Mehoffera. Debiutował, jako karykaturzysta w roku 1923, w lwowskim piśmie „Szczutek”. W roku 1927  Antoni Wasilewski inicjuje organizację dorocznego konkursu na najpiękniejszą szopkę bożonarodzeniową w Krakowie. Od roku 1930 był redaktorem naczelnym „Wróbli na Dachu”, gdzie ukazywała się większość jego prac. Szczególny rozgłos przyniósł mu rysunek opublikowany w okresie sypania kopca ku czci Marszałka Piłsudskiego na Sowińcu. Widać tam zwożących ziemię Prystora, Sławka i innych czołowych przedstawicieli ówczesnego rządu oraz samego Marszałka ze szpicrutą w dłoni, który pyta: Co wy tu robicie? Zgromadzeni odpowiadają: Sypiemy kopiec ku czci pana Marszałka. A na to Piłsudski: A nie lepsze by były dla was wały? Wasilewski długo musiał później tłumaczyć oburzonym władzom, że chodziło mu w wały przeciwpowodziowe, gdyż w tym czasie południową Polskę nawiedziła wielka powódź. Prace jego ukazywały się również w „Cyruliku Warszawskim” oraz w prasie codziennej. 
W czasie wojny, po tułaczce przez Rumunię, Włochy, Francję dotarł do Wielkiej Brytanii, gdzie ulokowano go w obozie w Douglas. W obozie była aktywny kulturalnie: organizował teatrzyki (wraz z ekipą Wesołej Lwowskiej Fali), spotkania, odczyty, wernisaże, rysował i malował. Prace jego ukazywały się w pismach szkockich i angielskich. Wraz z Ludwikiem Rublem założył "Dziennik Żołnierza" (był autorem winiety, ilustratorem i pisał liczne teksty). 
Po wojnie w roku 1947 studiował w Edynburgu. Po powrocie do kraju w roku 1957, rysował dla „Szpilek” oraz „Przekroju”. Związał się z „Dziennikiem Polskim”, gdzie ukazywały się jego prace graficzne jak i felietony. Współpracował z Radiem Kraków, gdzie czytał swe felietony.
Swoje wspomnienia z pierwszych lat II wojny światowej opisał w dwóch książkach zatytułowanych „Refudziady” i „W szkocką kratę”.